# Iporá Esporte Clube
O Iporá Esporte Clube é uma agremiação esportiva brasileira da cidade de Iporá, no estado de Goiás, fundada em 1 de janeiro de 2000. Atualmente disputa o Campeonato Goiano Divisão de Acesso.
Popularmente chamado de Lobo-Guará por sua torcida, disputa os seus jogos no Estádio Francisco José Ferreira, ou simplesmente Ferreirão.

## Cronologia
- 2000 - No ano de sua fundação o clube estréia na Segunda Divisão Goiana.
- 2001 - O clube fica em penúltimo lugar na Segundona e é rebaixado, mas acaba não participando da Terceira Divisão no ano seguinte.
- 2004 - O clube retorna as competições, disputando a Terceira Divisão Goiana ficando com o vice campeonato e com a vaga para a Segundona.
- 2006 - O Iporá faz péssima campanha na Segundona e não é rebaixado porque o Atlético Rioverdense teve todas as suas partidas canceladas.
- 2014 - Faz boa campanha, mas bate na trave, terminando em quarto lugar no quadrangular final.
- 2015 - Mais uma vez faz boa campanha, mas acaba batendo na trave de novo no quadrangular, terminando em terceiro.
- 2016 - Após bater na trave duas vezes, finalmente consegue o acesso histórico a elite do Goianão e o feito de vice-campeão da segundona.
- 2017 - Em sua primeira participação na primeira divisão do futebol goiano, dois grandes feitos: vence o poderoso Goiás em plena Serrinha e conquista vaga inédita para a Série D do Campeonato Brasileiro.
- 2018 - Assim como no anterior, novamente faz uma grande campanha no Goianão, conquistando vaga na Série D, na qual disputou o ano de 2018, sendo o melhor dos 3 goianos no torneio, chegando até a terceira fase, quando acabou eliminado pelo Treze, da Paraíba.
- 2024 - Após uma campanha desastrosa na primeira divisão do campeonato goiano, o clube foi rebaixado para a segunda divisão do campeonato goiano, ou popularmente chamado de Divisão de Acesso, depois de 8 anos na elite do campeonato.[6]

## Estatísticas

### Participações
|  | Participações em 2025 |

| Competição | Competição        | Temporadas | Melhor campanha         | Estreia | Última | P | R |
| Goiás      | Campeonato Goiano | 8          | 4º colocado (2022)      | 2017    | 2024   |   | 1 |
| Goiás      | Segunda Divisão   | 15         | Vice-campeão (2016)     | 2000    | 2025   | 1 | 2 |
| Goiás      | Terceira Divisão  | 1          | Vice-campeão (2004)     | 2004    | 2004   | 1 |   |
|            | Copa Verde        | 1          | Oitavas-de-final (2019) | 2019    | 2019   |   |   |
| Brasil     | Série D           | 5          | 9º colocado (2018)      | 2018    | 2024   | – |   |

### Campanhas de destaques
- Vice-Campeão Goiano - Divisão de Acesso 2016.
- Vice-Campeão Goiano da Terceira Divisão 2004.